# Węgiel brunatny

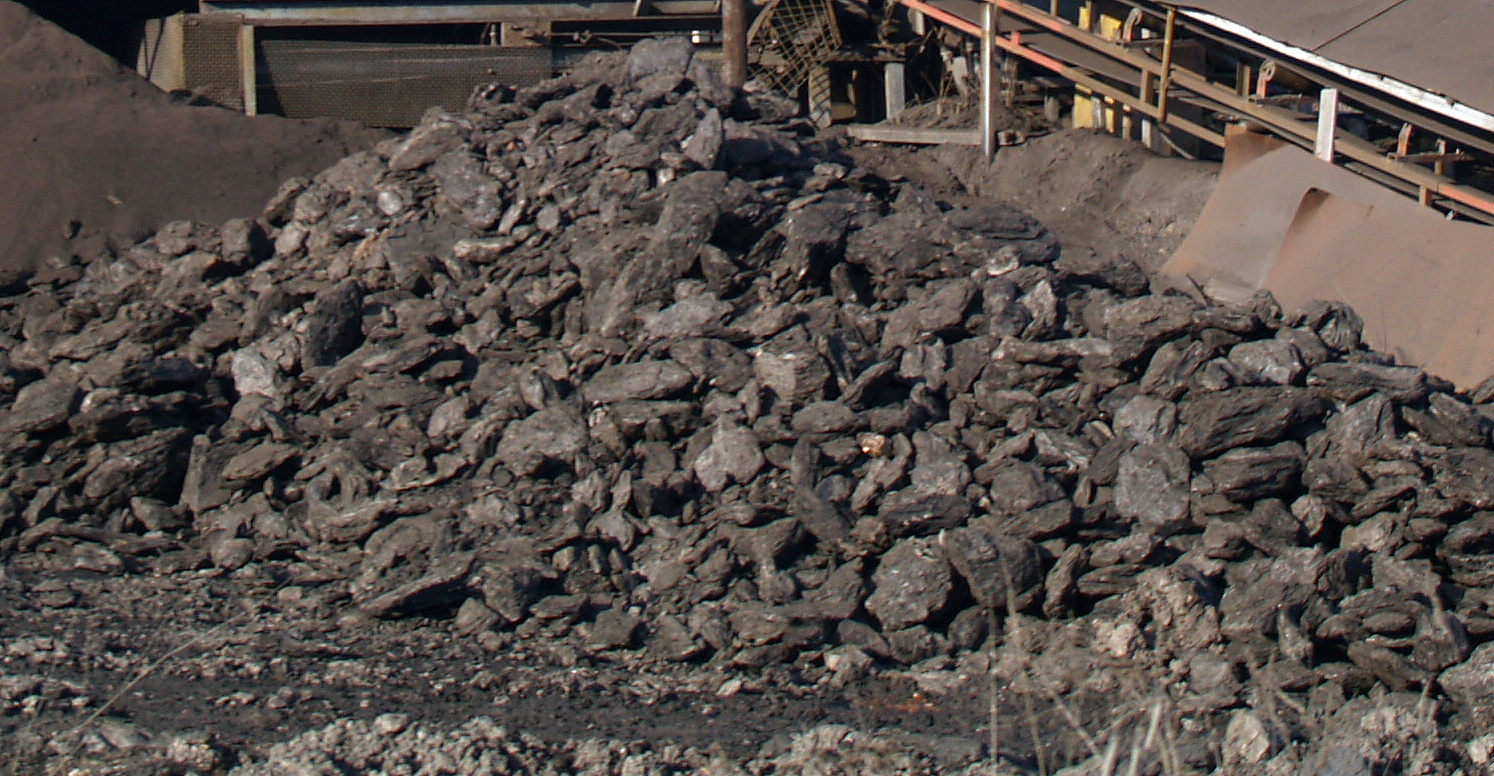
Węgiel brunatny

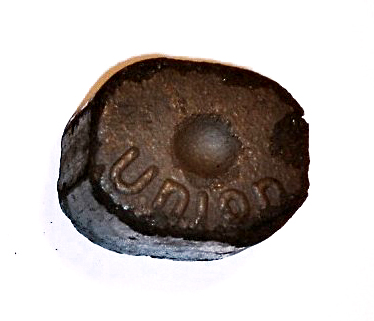
Brykiet węgla brunatnego do spalania w piecach domowych

Węgiel brunatny – skała osadowa pochodzenia organicznego roślinnego powstała ze szczątków roślin bez dostępu powietrza.
Węgiel brunatny jest produktem przemian organicznej materii roślinnej. Jest to twór przejściowy pomiędzy torfem a węglem kamiennym, a zawartość pierwiastkowego węgla w węglu brunatnym wynosi 58–78%. Barwa węgla brunatnego rozciąga się od brunatnej do czarnej. Surowiec ten jest przeważnie kruchy i słabo zwięzły, a także łatwo chłonie wodę.  W znacznej mierze stosowany jako paliwo do produkcji energii elektrycznej i cieplnej. Jego wartość opałowa waha się od 5,9 do 23,9 MJ/kg. Węgiel brunatny jest nieodnawialnym źródłem energii. 
Złoża węgla brunatnego powstawały głównie w miocenie, ale znane są złoża nawet karbońskie. Ze wzgledu na rodzaj roślinnej materii organicznej będącej podstawą danego złoża węgla, wyróżnia się węgiel:
- sapropelowy – powstały z roślin wodnych,
- humusowy – powstały z roślin lądowych,
- liptobiolitowy – powstały z żywiczno-woskowych składników roślin.

1 m węgla brunatnego w złożu powstaje z ok. 4 m torfu.
Z uwagi na mniejszą odporność na transport i niższą wartość energetyczną węgiel brunatny spala się głównie w okolicach kopalń, w których się go wydobywa.

## Opis
Polska Norma przewiduje, że:
- zawartość wilgoci całkowitej nie powinna być wyższa niż 55%,
- zawartość piasku w węglu brunatnym w stanie roboczym nie powinna być wyższa niż 6%,
- zawartość lignitu włóknistego (tzw. ksylitu – odmiany węgla brunatnego o zachowanej strukturze drewna) nie powinna być wyższa niż 5%

Węgiel brunatny podzielono ze względu na wielkość ziarna na 7 sortymentów.
| Nazwa   | Symbol | Wymiar ziarna [mm] |
| ------- | ------ | ------------------ |
| Kęsy    | Ks     | 600-80             |
| Gruby   | Gr     | 600-40             |
| Średni  | Śr     | 300-0              |
| Orzech  | O      | 80-20              |
| Drobny  | Dr     | 40-0               |
| Miał    | M      | 20-0               |
| Niesort | N      | 600-0              |

Różnicuje się go także ze względu na twardość: miękki, a w nim lignitowy (ksylitowy), wydobywany głównie w kopalniach odkrywkowych oraz twardy, często wydobywany w kopalniach podziemnych.
Węgiel brunatny używany jest na rynkach lokalnych, ponieważ podczas transportu kolejowego mokry i zapopielony węgiel pod wpływem wilgoci „zbija” się w masę trudną do rozładowania, a w porze zimowej masa ta zamarza. Skutkiem tego elektrownie opalane węglem brunatnym najczęściej stawia się w pobliżu złóż, a surowiec z kopalni węgla brunatnego (KWB) dostarczany jest do nich przenośnikami taśmowymi. Wyjątkami są PAK KWB Konin i PAK KWB Adamów, gdzie węgiel do sąsiadujących z kopalniami elektrowni – Konin i Adamów – dostarczany jest osobną koleją przemysłową.

## Wpływ na zdrowie i środowisko
Spalanie węgla brunatnego, oprócz emisji dwutlenku węgla, powoduje emisję m.in.: dwutlenku siarki (SO2), tlenków azotu (NOx), tlenku węgla (CO), pyłów, metali ciężkich (kadm, ołów, rtęć). Wydzielany podczas spalania wszystkich paliw kopalnych dwutlenek węgla, będąc gazem cieplarnianym, przyczynia się do zmian klimatu.

## Węgiel brunatny w Polsce
Najbogatsze złoża węgla brunatnego w Polsce znajdują się w zagłębiach na Pogórzu Zachodniosudeckim w okolicy Turoszowa, na Nizinie Południowowielkopolskiej w okolicy Konina i na Wzniesieniach Południowomazowieckich w okolicy Bełchatowa; w 2020 rezerwy węgla brunatnego w Polsce szacowano na 5,75 mld ton (10. miejsce na świecie).
Miejsca wydobycia węgla brunatnego w Polsce:

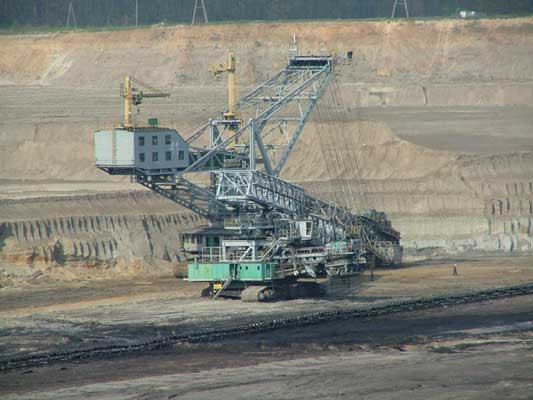
Odkrywka w KWB „Konin” (2006)

- Bełchatowskie Zagłębie Węgla Brunatnego: Kopalnia Węgla Brunatnego „Bełchatów” w Bełchatowie
- Konińskie Zagłębie Węgla Brunatnego: Kopalnia Węgla Brunatnego „Konin” w Kleczewie, Kopalnia Węgla Brunatnego „Adamów” w Turku (została zamknięta w 2021)
- Turoszowskie Zagłębie Węgla Brunatnego: Kopalnia Węgla Brunatnego „Turów” w Bogatyni
- Kopalnia Węgla Brunatnego „Sieniawa” w Sieniawie Lubuskiej.

Złoża węgla brunatnego w Polsce:
- Legnica – Prochowice – Ścinawa – największe złoże węgla brunatnego w Europie, przypuszczalnie również na świecie[potrzebny przypis].
- Gubin – Mosty – Brody,
- Kozienice – Głowaczów,
- Trzcianka,
- Złoczew.

Wydobycie w Polsce w 1999 r. wyniosło 63 mln ton, w 2001 – 59,5 mln ton, w 2012 – 64,3 mln ton.

## Wydobycie światowe
Panuje tendencja wzrostowa. Światowe wydobycie węgla brunatnego wyniosło w 2006 r. 909 mln ton. Przodowały w nim Niemcy (176,3 mln ton), Chiny (91,3 mln ton), USA (76,4 mln ton), Rosja (75,8 mln ton), Australia (71,2 mln ton), Grecja (65,7 mln ton), Turcja (61,6 mln ton), Polska (60,8 mln ton), Bułgaria (25,5 mln ton).